# The World EP.1: Movement
The World EP.1: Movement è il nono EP della boy band sudcoreana Ateez, pubblicato nel 2022.

## Tracce
1. Propaganda – 1:17
2. Sector 1 – 3:03
3. Cyberpunk – 3:44
4. Guerrilla – 3:27
5. The Ring – 4:00
6. WDIG (Where Do I Go) – 3:13
7. New World – 3:36